# Elecciones federales de México de 2021 en el Estado de México
Las elecciones federales de México de 2021 en el Estado de México se llevaron a cabo el domingo 6 de junio de 2021, y en ellas se renovaron los siguientes cargos de elección popular:
- 41 diputados federales. Miembros de la cámara baja del Congreso de la Unión. Cuarenta y uno elegidos por mayoría simple. Todos ellos electos para un periodo de tres años a partir del 1 de septiembre de 2021 con la posibilidad de reelección por hasta tres periodos adicionales.

## Resultados electorales

### Diputados federales por el Estado de México

#### Diputados Electos
| Distrito | Candidato                            | Partido | Tipo de elección |
| -------- | ------------------------------------ | ------- | ---------------- |
| 1        | Miguel Sámano Peralta                |         | Mayoría relativa |
| 2        | Dionicia Vázquez García              |         | Mayoría relativa |
| 3        | Óscar Cárdenas Monroy                |         | Mayoría relativa |
| 4        | Nelly Carrasco Godínez               |         | Mayoría relativa |
| 5        | Francisco Favela Peñuñuri            |         | Mayoría relativa |
| 6        | Ali Sayuri Núñez Meneses             |         | Mayoría relativa |
| 7        | Joanna Felipe Torres                 |         | Mayoría relativa |
| 8        | Gustavo Contreras Montes             |         | Mayoría relativa |
| 9        | Eduardo Zarzosa Sánchez              |         | Mayoría relativa |
| 10       | Alma Delia Navarrete Rivera          |         | Mayoría relativa |
| 11       | María Eugenia Hernández Pérez        |         | Mayoría relativa |
| 12       | Armando Corona Arvizu                |         | Mayoría relativa |
| 13       | Olimpia Tamara Girón Hernández       |         | Mayoría relativa |
| 14       | Ana María Balderas Trejo             |         | Mayoría relativa |
| 15       | Carlos Madrazo Limón                 |         | Mayoría relativa |
| 16       | Marisela Garduño Garduño             |         | Mayoría relativa |
| 17       | María Guadalupe Román Ávila          |         | Mayoría relativa |
| 18       | José Antonio García García           |         | Mayoría relativa |
| 19       | Krishna Karina Romero Velázquez      |         | Mayoría relativa |
| 20       | Juan Pablo Sánchez Rodríguez         |         | Mayoría relativa |
| 21       | Graciela Sánchez Ortiz               |         | Mayoría relativa |
| 22       | Iván Arturo Rodríguez Rivera         |         | Mayoría relativa |
| 23       | Martha Azucena Camacho Reynoso       |         | Mayoría relativa |
| 24       | Gabriela Olvera Higuera              |         | Mayoría relativa |
| 25       | Carlos López Guadarrama              |         | Mayoría relativa |
| 26       | Melissa Estefanía Vargas Camacho     |         | Mayoría relativa |
| 27       | Ana Lilia Herrera Anzaldo            |         | Mayoría relativa |
| 28       | Roberto Ángel Domínguez Rodríguez    |         | Mayoría relativa |
| 29       | Martha Robles Ortiz                  |         | Mayoría relativa |
| 30       | César Agustín Hernández Pérez        |         | Mayoría relativa |
| 31       | Juan Ángel Bautista Bravo            |         | Mayoría relativa |
| 32       | Luis Enrique Martínez Ventura        |         | Mayoría relativa |
| 33       | Vicente Onofre Vázquez               |         | Mayoría relativa |
| 34       | María Teresa Castell de Oro Palacios |         | Mayoría relativa |
| 35       | Arturo Roberto Hernández Tapia       |         | Mayoría relativa |
| 36       | Jazmín Jaimes Albarrán               |         | Mayoría relativa |
| 37       | Javier Huerta Jurado                 |         | Mayoría relativa |
| 38       | Karla Yuritzi Almazán Burgos         |         | Mayoría relativa |
| 39       | Alan Castellanos Ramírez             |         | Mayoría relativa |
| 40       | Javier González Zepeda               |         | Mayoría relativa |
| 41       | Sue Ellen Bernal Bolnik              |         | Mayoría relativa |

#### Resultados
|  | 35.69 % |

|  | 26.48 % |

|  | 13.59 % |

|  | 5.04 % |

|  | 4.91 % |

|  | 3.42 % |

|  | 2.48 % |

|  | 2.08 % |

|  | 1.96 % |

|  | 1.41 % |

|  | 2.85 % |

|  | 0.09 % |

|  | 100 % |

|  | 54.30 % |

## Resultados por distrito electoral

### Distrito 1. Jilotepec de Andrés Molina Enríquez
|  | 44.94 % |

|  | 41.96 % |

|  | 3.25 % |

|  | 2.59 % |

|  | 2.46 % |

|  | 2.26 % |

|  | 2.51 % |

|  | 0.03 % |

|  | 100 % |

### Distrito 2. Santa María Tultepec
|  | 49.94 % |

|  | 33.91 % |

|  | 5.45 % |

|  | 2.82 % |

|  | 2.67 % |

|  | 2.56 % |

|  | 2.57 % |

|  | 0.08 % |

|  | 100 % |

### Distrito 3. Atlacomulco de Fabela
|  | 41.84 % |

|  | 38.20 % |

|  | 7.91 % |

|  | 4.07 % |

|  | 3.90 % |

|  | 1.42 % |

|  | 2.60 % |

|  | 0.05 % |

|  | 100 % |

### Distrito 4. Nicolás Romero
|  | 40.04 % |

|  | 27.91 % |

|  | 16.59 % |

|  | 3.84 % |

|  | 2.93 % |

|  | 2.33 % |

|  | 2.26 % |

|  | 1.48 % |

|  | 2.54 % |

|  | 0.07 % |

|  | 100 % |

### Distrito 5. Teotihuacán de Arista
|  | 37.64 % |

|  | 30.96 % |

|  | 18.71 % |

|  | 2.60 % |

|  | 2.32 % |

|  | 1.97 % |

|  | 1.94 % |

|  | 1.41 % |

|  | 2.31 % |

|  | 0.13 % |

|  | 100 % |

### Distrito 6. Coacalco de Berriozábal
|  | 44.88 % |

|  | 39.10 % |

|  | 4.63 % |

|  | 3.98 % |

|  | 2.77 % |

|  | 2.17 % |

|  | 2.34 % |

|  | 0.12 % |

|  | 100 % |

### Distrito 7. Cuautitlán Izcalli
|  | 46.21 % |

|  | 36.67 % |

|  | 5.16 % |

|  | 3.80 % |

|  | 1.59 % |

|  | 1.57 % |

|  | 1.34 % |

|  | 1.18 % |

|  | 2.39 % |

|  | 0.08 % |

|  | 100 % |

### Distrito 8. Tultitlán de Mariano Escobedo
|  | 42.37 % |

|  | 25.55 % |

|  | 12.36 % |

|  | 4.89 % |

|  | 2.71 % |

|  | 2.83 % |

|  | 2.14 % |

|  | 1.68 % |

|  | 1.54 % |

|  | 0.77 % |

|  | 3.08 % |

|  | 0.08 % |

|  | 100 % |

### Distrito 9. San Felipe del Progreso
|  | 52.62 % |

|  | 23.63 % |

|  | 8.07 % |

|  | 6.83 % |

|  | 2.09 % |

|  | 1.52 % |

|  | 0.95 % |

|  | 0.72 % |

|  | 3.54 % |

|  | 0.02 % |

|  | 100 % |

### Distrito 10. Ecatepec de Morelos
|  | 45.41 % |

|  | 25.36 % |

|  | 8.48 % |

|  | 6.65 % |

|  | 2.49 % |

|  | 2.43 % |

|  | 2.14 % |

|  | 1.44 % |

|  | 1.32 % |

|  | 0.89 % |

|  | 3.25 % |

|  | 0.13 % |

|  | 100 % |

### Distrito 11. Ecatepec de Morelos
|  | 42.70 % |

|  | 28.76 % |

|  | 8.42 % |

|  | 4.70 % |

|  | 3.35 % |

|  | 2.60 % |

|  | 2.08 % |

|  | 1.41 % |

|  | 1.37 % |

|  | 1.17 % |

|  | 3.31 % |

|  | 0.13 % |

|  | 100 % |

### Distrito 12. Ixtapaluca
|  | 46.64 % |

|  | 34.08 % |

|  | 4.99 % |

|  | 4.42 % |

|  | 3.23 % |

|  | 1.51 % |

|  | 1.34 % |

|  | 0.88 % |

|  | 2.84 % |

|  | 0.09 % |

|  | 100 % |

### Distrito 13. Ecatepec de Morelos
|  | 44.54 % |

|  | 27.08 % |

|  | 9.74 % |

|  | 4.09 % |

|  | 2.97 % |

|  | 2.81 % |

|  | 1.76 % |

|  | 1.40 % |

|  | 1.34 % |

|  | 0.71 % |

|  | 3.44 % |

|  | 0.13 % |

|  | 100 % |

### Distrito 14. Ciudad Adolfo López Mateos
|  | 52.01 % |

|  | 38.39 % |

|  | 3.30 % |

|  | 1.87 % |

|  | 1.34 % |

|  | 0.81 % |

|  | 2.19 % |

|  | 0.08 % |

|  | 100 % |

### Distrito 15. Ciudad Adolfo López Mateos
|  | 52.95 % |

|  | 36.94 % |

|  | 2.97 % |

|  | 2.45 % |

|  | 1.45 % |

|  | 0.95 % |

|  | 2.23 % |

|  | 0.06 % |

|  | 100 % |

### Distrito 16. Ecatepec de Morelos
|  | 50.07 % |

|  | 28.03 % |

|  | 9.53 % |

|  | 2.72 % |

|  | 2.36 % |

|  | 1.68 % |

|  | 1.64 % |

|  | 0.69 % |

|  | 3.22 % |

|  | 0.07 % |

|  | 100 % |

### Distrito 17. Ecatepec de Morelos
|  | 43.73 % |

|  | 28.48 % |

|  | 9.15 % |

|  | 3.21 % |

|  | 2.80 % |

|  | 2.66 % |

|  | 2.22 % |

|  | 1.75 % |

|  | 1.61 % |

|  | 0.90 % |

|  | 3.35 % |

|  | 0.14 % |

|  | 100 % |

### Distrito 18. Huixquilucan de Degollado
|  | 36.74 % |

|  | 23.74 % |

|  | 22.81 % |

|  | 3.47 % |

|  | 2.90 % |

|  | 2.23 % |

|  | 2.21 % |

|  | 1.39 % |

|  | 1.35 % |

|  | 0.60 % |

|  | 2.53 % |

|  | 0.03 % |

|  | 100 % |

### Distrito 19. Tlalnepantla de Baz
|  | 50.81 % |

|  | 36.03 % |

|  | 2.89 % |

|  | 2.61 % |

|  | 1.98 % |

|  | 1.23 % |

|  | 1.08 % |

|  | 0.69 % |

|  | 2.58 % |

|  | 0.09 % |

|  | 100 % |

### Distrito 20. Cd. Nezahualcóyotl
|  | 40.13 % |

|  | 31.53 % |

|  | 19.38 % |

|  | 1.97 % |

|  | 1.23 % |

|  | 1.18 % |

|  | 1.13 % |

|  | 0.56 % |

|  | 2.83 % |

|  | 0.07 % |

|  | 100 % |

### Distrito 21. Amecameca de Juárez
|  | 35.30 % |

|  | 26.24 % |

|  | 8.14 % |

|  | 6.78 % |

|  | 5.17 % |

|  | 4.26 % |

|  | 4.01 % |

|  | 3.31 % |

|  | 2.38 % |

|  | 1.21 % |

|  | 3.14 % |

|  | 0.06 % |

|  | 100 % |

### Distrito 22. Naucalpan de Juárez
|  | 39.19 % |

|  | 26.00 % |

|  | 18.09 % |

|  | 3.94 % |

|  | 1.98 % |

|  | 1.94 % |

|  | 1.57 % |

|  | 1.47 % |

|  | 1.27 % |

|  | 1.22 % |

|  | 3.26 % |

|  | 0.08 % |

|  | 100 % |

### Distrito 23. Lerma de Villada
|  | 33.00 % |

|  | 32.36 % |

|  | 8.55 % |

|  | 8.54 % |

|  | 3.25 % |

|  | 2.94 % |

|  | 2.68 % |

|  | 2.47 % |

|  | 1.57 % |

|  | 1.56 % |

|  | 3.01 % |

|  | 0.06 % |

|  | 100 % |

### Distrito 24. Naucalpan de Juárez
|  | 42.97 % |

|  | 42.30 % |

|  | 5.51 % |

|  | 3.37 % |

|  | 1.90 % |

|  | 0.97 % |

|  | 2.90 % |

|  | 0.08 % |

|  | 100 % |

### Distrito 25. Chimalhuacán
|  | 47.68 % |

|  | 37.09 % |

|  | 2.66 % |

|  | 1.80 % |

|  | 1.68 % |

|  | 1.65 % |

|  | 1.35 % |

|  | 1.31 % |

|  | 1.18 % |

|  | 0.59 % |

|  | 2.96 % |

|  | 0.05 % |

|  | 100 % |

### Distrito 26. Toluca de Lerdo
|  | 45.56 % |

|  | 42.85 % |

|  | 2.98 % |

|  | 2.59 % |

|  | 2.03 % |

|  | 1.30 % |

|  | 2.63 % |

|  | 0.07 % |

|  | 100 % |

### Distrito 27. Metepec
|  | 50.38 % |

|  | 33.73 % |

|  | 6.08 % |

|  | 3.12 % |

|  | 2.42 % |

|  | 2.09 % |

|  | 2.11 % |

|  | 0.08 % |

|  | 100 % |

### Distrito 28. Zumpango de Ocampo
|  | 33.17 % |

|  | 18.74 % |

|  | 18.26 % |

|  | 7.18 % |

|  | 6.95 % |

|  | 6.36 % |

|  | 2.11 % |

|  | 1.63 % |

|  | 1.20 % |

|  | 1.18 % |

|  | 3.08 % |

|  | 0.13 % |

|  | 100 % |

### Distrito 29. Cd. Nezahualcóyotl
|  | 40.52 % |

|  | 29.25 % |

|  | 19.62 % |

|  | 2.12 % |

|  | 1.70 % |

|  | 1.56 % |

|  | 1.51 % |

|  | 0.64 % |

|  | 3.00 % |

|  | 0.08 % |

|  | 100 % |

### Distrito 30. Chimalhuacán
|  | 45.28 % |

|  | 39.54 % |

|  | 3.14 % |

|  | 2.73 % |

|  | 2.21 % |

|  | 2.07 % |

|  | 1.48 % |

|  | 0.77 % |

|  | 2.70 % |

|  | 0.06 % |

|  | 100 % |

### Distrito 31. Cd. Nezahualcóyotl
|  | 42.64 % |

|  | 25.45 % |

|  | 21.59 % |

|  | 1.94 % |

|  | 1.58 % |

|  | 1.53 % |

|  | 1.47 % |

|  | 0.61 % |

|  | 3.12 % |

|  | 0.07 % |

|  | 100 % |

### Distrito 32. Valle de Chalco Solidaridad
|  | 55.32 % |

|  | 32.59 % |

|  | 3.33 % |

|  | 2.10 % |

|  | 1.57 % |

|  | 1.49 % |

|  | 3.54 % |

|  | 0.07 % |

|  | 100 % |

### Distrito 33. Chalco de Díaz Covarrubias
|  | 43.79 % |

|  | 34.55 % |

|  | 5.58 % |

|  | 4.91 % |

|  | 2.19 % |

|  | 1.98 % |

|  | 1.83 % |

|  | 1.66 % |

|  | 3.45 % |

|  | 0.06 % |

|  | 100 % |

### Distrito 34. Toluca de Lerdo
|  | 50.54 % |

|  | 38.50 % |

|  | 2.75 % |

|  | 2.28 % |

|  | 2.09 % |

|  | 1.38 % |

|  | 2.37 % |

|  | 0.09 % |

|  | 100 % |

### Distrito 35. Tenancingo de Degollado
|  | 43.05 % |

|  | 37.22 % |

|  | 7.49 % |

|  | 3.94 % |

|  | 3.25 % |

|  | 1.91 % |

|  | 3.09 % |

|  | 0.05 % |

|  | 100 % |

### Distrito 36. Tejupilco de Hidalgo
|  | 47.63 % |

|  | 33.14 % |

|  | 6.70 % |

|  | 2.14 % |

|  | 2.10 % |

|  | 2.01 % |

|  | 1.60 % |

|  | 1.41 % |

|  | 3.25 % |

|  | 0.02 % |

|  | 100 % |

### Distrito 37. Cuautitlán
|  | 37.71 % |

|  | 17.90 % |

|  | 12.51 % |

|  | 8.44 % |

|  | 6.66 % |

|  | 3.38 % |

|  | 3.28 % |

|  | 2.92 % |

|  | 1.66 % |

|  | 1.59 % |

|  | 3.38 % |

|  | 0.56 % |

|  | 100 % |

### Distrito 38. Texcoco de Mora
|  | 40.26 % |

|  | 22.79 % |

|  | 12.82 % |

|  | 8.65 % |

|  | 3.12 % |

|  | 2.49 % |

|  | 2.29 % |

|  | 2.25 % |

|  | 1.22 % |

|  | 1.12 % |

|  | 2.91 % |

|  | 0.08 % |

|  | 100 % |

### Distrito 39. Los Reyes Acaquilpan
|  | 45.87 % |

|  | 40.35 % |

|  | 5.37 % |

|  | 2.40 % |

|  | 1.87 % |

|  | 1.10 % |

|  | 2.94 % |

|  | 0.09 % |

|  | 100 % |

### Distrito 40. San Miguel Zinacantepec
|  | 40.97 % |

|  | 29.33 % |

|  | 12.36 % |

|  | 3.70 % |

|  | 3.38 % |

|  | 3.19 % |

|  | 2.26 % |

|  | 1.22 % |

|  | 3.50 % |

|  | 0.09 % |

|  | 100 % |

### Distrito 41. Ojo de Agua
|  | 47.61 % |

|  | 44.36 % |

|  | 2.47 % |

|  | 1.52 % |

|  | 1.22 % |

|  | 0.59 % |

|  | 2.13 % |

|  | 0.10 % |

|  | 100 % |